# Đại học RMIT
Đại học RMIT, tên chính thức là Học viện Công nghệ Hoàng gia Melbourne (tiếng Anh: Royal Melbourne Institute of Technology) là một viện đại học nghiên cứu công lập tại tại Melbourne, Victoria, Úc. Được Francis Ormond thành lập vào năm 1887, Đại học RMIT là trường đại học công lập lâu đời thứ bảy tại Úc. Trường là thành viên sáng lập Mạng lưới Đại học công nghệ Úc và là thành viên Hiệp hội Đại học Úc.
RMIT được thành lập vào năm 1887 với tên gọi Trường Cao đẳng Dạy nghề Melbourne. Mục đích ban đầu của trường là đóng góp cho công cuộc giáo dục về nghệ thuật, khoa học và công nghệ trong quá trình công nghiệp hóa của Melbourne cuối thế kỷ XIX. Tổng số học sinh lúc này vào khoảng 320 người. Hiện nay, RMIT là nhà cung cấp giáo dục lớn nhất tại Úc. Vào năm 2011, số lượng nhập học của trường vào khoảng 75,000 học sinh, bao gồm cả ba cấp độ dạy nghề, đại học và sau đại học. 
Ngoài khuôn viên chính, RMIT còn có các khuôn viên vệ tinh tại Bundoora và Brunswick, cũng như các trung tâm nghiên cứu và đào tạo tại Melbourne và công viên quốc gia Grampians (nằm ở khu vực Point Cook và thị trấn Hamilton). Trường có hai chi nhánh quốc tế ở châu Á tại Hà Nội và Thành phố Hồ Chí Minh, Việt Nam cùng một trung tâm hợp tác ở châu Âu tại Barcelona, Tây Ban Nha.
RMIT thuộc top 10 trường đại học của Úc về chất lượng nghiên cứu và nằm trong top 100 trên thế giới trong các lĩnh vực: Kinh doanh và Quản trị, Kế toán và tài chính, giao tiếp và truyền thông, kĩ thuật xây dựng và kĩ thuật công trình xây dựng, khoa học máy tính và hệ thống thông tin, dược và dược lý học - theo số liệu của QS World University Rankings.
Bảng xếp hạng Xếp hạng đại học thế giới Times Higher Education năm 2023 xếp Đại học RMIT trong top 150 trường đại học hàng đầu trên toàn cầu, tức nhóm 0.5% các trường đại học tinh hoa nhất trong số các trường tham gia xếp hạng.

## Lịch sử

### Trước 1887
Trường Cao đẳng Dạy nghề Melbourne được thành lập bởi chính trị gia người Scotland, Ngài Francis Ormond. Kế hoạch bắt đầu vào năm 1881, với mô hình của Ormond dựa trên Royal College of Art và Working Men's College ở Luân Đôn và những trường đi trước thời đó như Đại học Luân Đôn và Đại học Brighton.
Ormond hiến tặng tổng cộng £5000 vào quỹ của trường. Ông được ủng hộ tại Nghị viện Victoria bởi Charles Pearson và tại Melbourne Trades Hall bởi William Murphy. Công đoàn Melbourne tập hợp thành viên để ủng hộ việc quyên góp của ông. Khuôn viên của trường, nằm giữa phố Bowen và phố La Trobe, đối diện thư viện bang Victoria, được đóng góp bởi chính quyền bang.

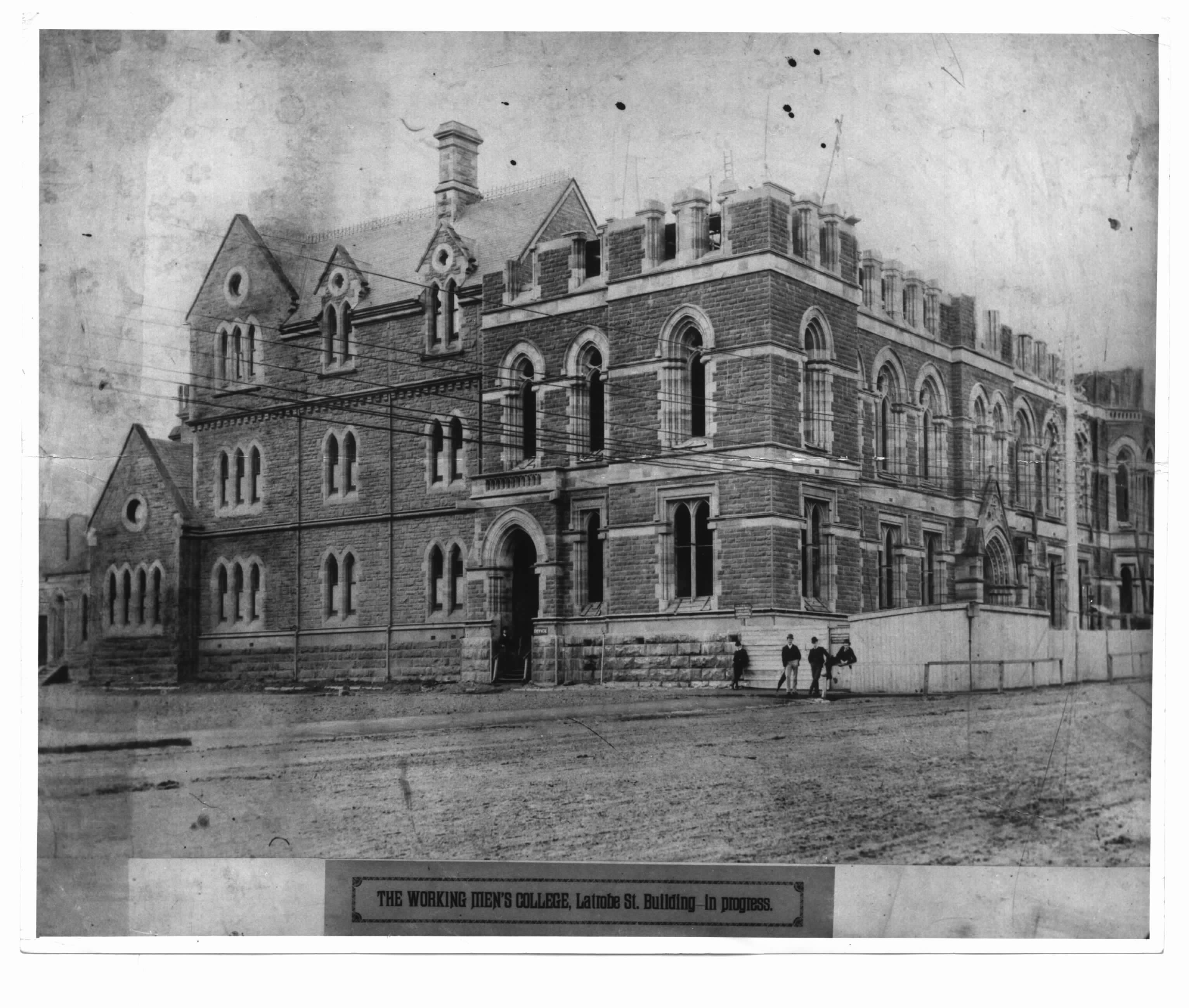
Quá trình xây dựng trường (những năm 1880)

### Trường Cao đẳng Dạy nghề (1887-1960)
Trường Working Men's College of Melbourne mở cửa vào ngày 4 tháng 6 năm 1887 với một buổi gala chào mừng tại Melbourne Town Hall, trở thành nhà cung cấp giáo dục thứ ba của thuộc địa Victoria (Melbourne Athenaeum được thành lập vào năm 1839 và Đại học Melbourne vào năm 1853). Trường đón 320 lượt nhập học vào đêm mở cửa.
Trường hoạt động dưới hình thức một trung tâm giáo dục buổi tối trong các lĩnh vực "nghệ thuật, khoa học và công nghệ", như theo lời của nhà sáng lập, "đặc biệt cho người lao động". Ormond, vốn là một người tin tưởng vào khả năng của giáo dục trong việc thúc đẩy sự chuyển hóa, tin rằng trường sẽ có "tầm quan trọng và giá trị vĩ đại" trong công cuộc công nghiệp hóa của Melbourne cuối thế kỷ XIX.
Vào giai đoạn chuyển giao giữa thế kỷ XX và thập kỉ những năm 1930, trường mở rộng ra các khu vực xung quanh nhà tù Old Melbourne Gaol và xây dựng thêm nhiều tòa nhà cho các trường nghệ thuật, kĩ thuật và vô tuyến. Trường cũng bắt đầu đóng góp vào nỗ lực của nước Úc trong chiến tranh dưới hình thức đào tạo những người lính trở về từ Chiến tranh thế giới thứ nhất. Sau một cuộc khảo sát với sinh viên, trường chính thức đổi tên thành Melbourne Technical College vào năm 1934.
Ngôi trường sau khi mở rộng đã giúp nước Úc trong Chiến tranh thế giới thứ hai bằng cách đào tạo một phần sáu sĩ quan quân đội của cả nước, bao gồm một phần lớn nhân viên ngoại giao của Không lực Hoàng gia Úc. Trường cũng đào tạo 2000 dân quân trong lĩnh vực sản xuất vũ khí và nhận ủy thác của Chính phủ Úc cho việc sản xuất các thành phần máy bay quân sự, bao gồm nhiều thành phần chính của máy bay ném bom thả ngư lôi Bristol Beaufort.

### Thành lập RMIT (1960-2000)
Sau Chiến tranh thế giới thứ hai, vào năm 1954, trường trở thành nhà cung cấp giáo dục đại học đầu tiên được nhận bảo trợ từ hoàng gia (bởi nữ hoàng Elizabeth II) và chính thức đổi tên thành Học viện Công nghệ Hoàng gia Melbourne vào năm 1960. Trong suốt khoảng thời gian giữa thế kỷ 20, trường tự tái cơ cấu và trở thành nhà cung cấp cả giáo dục đại học lẫn dạy nghề. Lúc này, trường bắt đầu thiết lập mối quan hệ hợp tác lâu dài với các nước Đông Nam Á, ban đầu dưới Kế hoạch Colombo của Chính phủ Úc. Năm 1979, trường Kinh tế Nội địa Emily McPherson (Emily McPherson College of the Domestic Economy) nằm bên cạnh đã sáp nhập với RMIT.
Sau cuộc sáp nhập với Học viện Công nghệ Phillip (Phillip Institute of Technology) ở Bắc Melbourne, RMIT trở thành một trường đại học công lập theo lệnh của Chính quyền bang Victoria năm 1992, dưới Luật Học viện Công nghệ Hoàng gia Melbourne 1992. Trong những năm 90, trường phát triển mạnh mẽ và sáp nhập với hàng loạt các trường và học viện lân cận. Trường Trang trí và Thiết Kế Melbourne (The Melbourne College of Decoration and Design) gia nhập RMIT vào năm 1993, tiếp nối bởi trường In ấn và Nghệ thuật hình ảnh Melbourne (the Melbourne College of Printing and Graphic Arts) năm 1995.
Cũng trong năm 1995, trường mở khuôn viên vệ tinh đầu tiên tại Bundoora. Năm 1999, RMIT tiếp nhận khuôn viên của Học viện Dệt may Melbourne (the Melbourne Institute of Textiles) tại Brunswick.
Cuối thế kỷ 20, RMIT trở thành đại học đầu tiên của Úc thực thi chính sách đặc biệt về giáo dục quốc tế. Theo kế hoạch, trường mở rộng hợp tác với các nước Đông Nam Á bằng việc phát triển hàng loạt chương trình giáo dục liên kết tại Hồng Kông, Malaysia, Singapore, Sri Lanka và Việt Nam.

### Thời kì gần đây (2000-hiện tại)
Bước vào thế kỷ 21, RMIT nhận lời mời của Chính phủ Việt Nam về việc thành lập đại học ngoại quốc đầu tiên tại Việt Nam. Chi nhánh quốc tế đầu tiên của trường chính thức đi vào hoạt động tại Thành phố Hồ Chí Minh vào năm 2001 và chi nhánh thứ 2 tại Hà Nội vào năm 2004. Năm 2013, trường đánh dấu sự hiện diện tại châu Âu với một trung tâm hợp tác ở Barcelona.

## Tổ chức
Học viện Công nghệ Hoàng gia Melbourne là một đại học nghiên cứu công lập thành lập theo Luật Học viện Công nghệ Hoàng gia 1992 bởi chính quyền bang Victoria và hoạt động theo Luật Học viện Công nghệ Hoàng gia 2010.

## Thành viên
| Trường Đại học Kinh doanh và Luật | Trường Đại học Khoa học, Kỹ thuật và Sức khỏe |
| --- | --- |

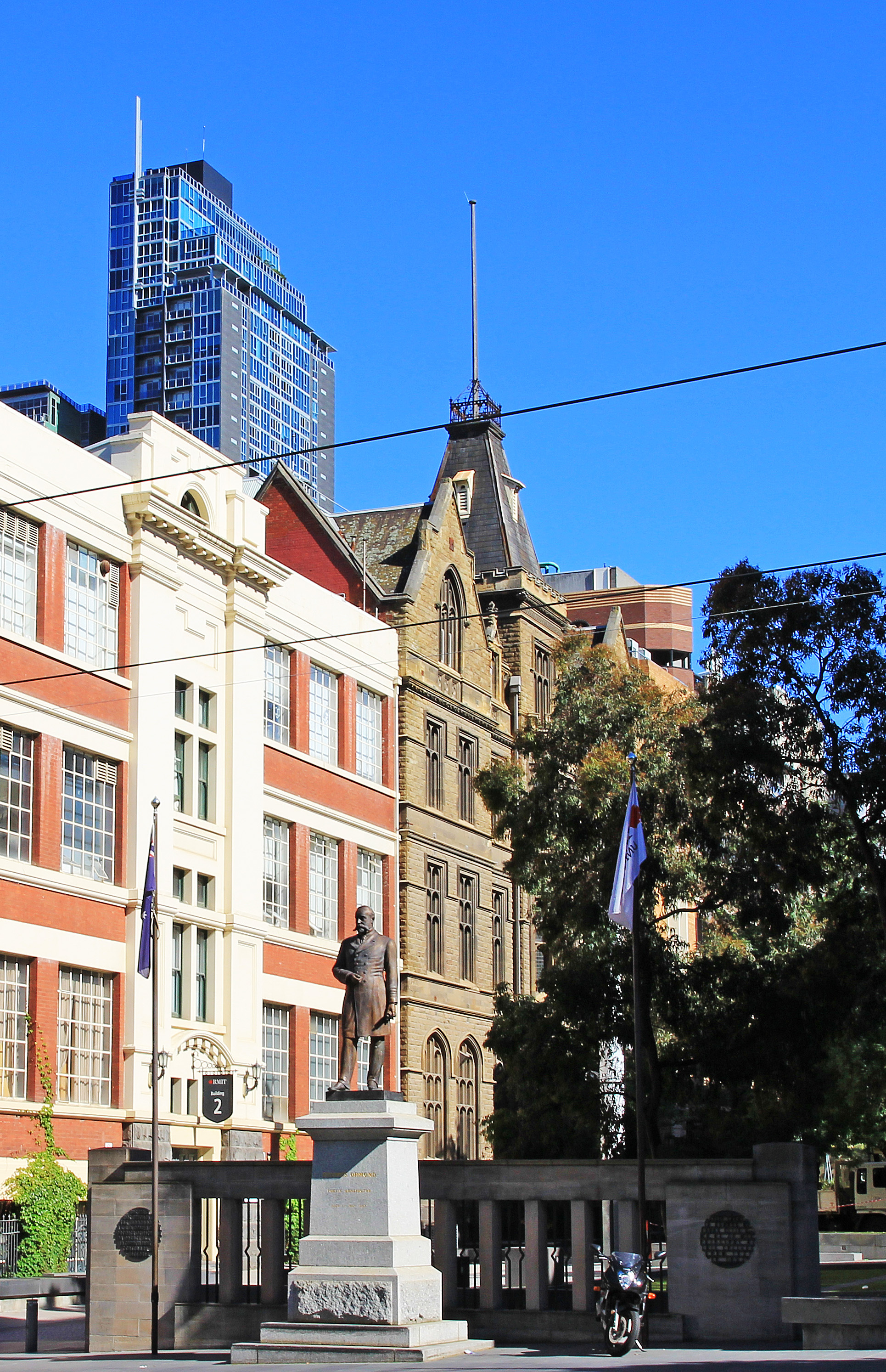
Tòa nhà Trường Nghệ thuật

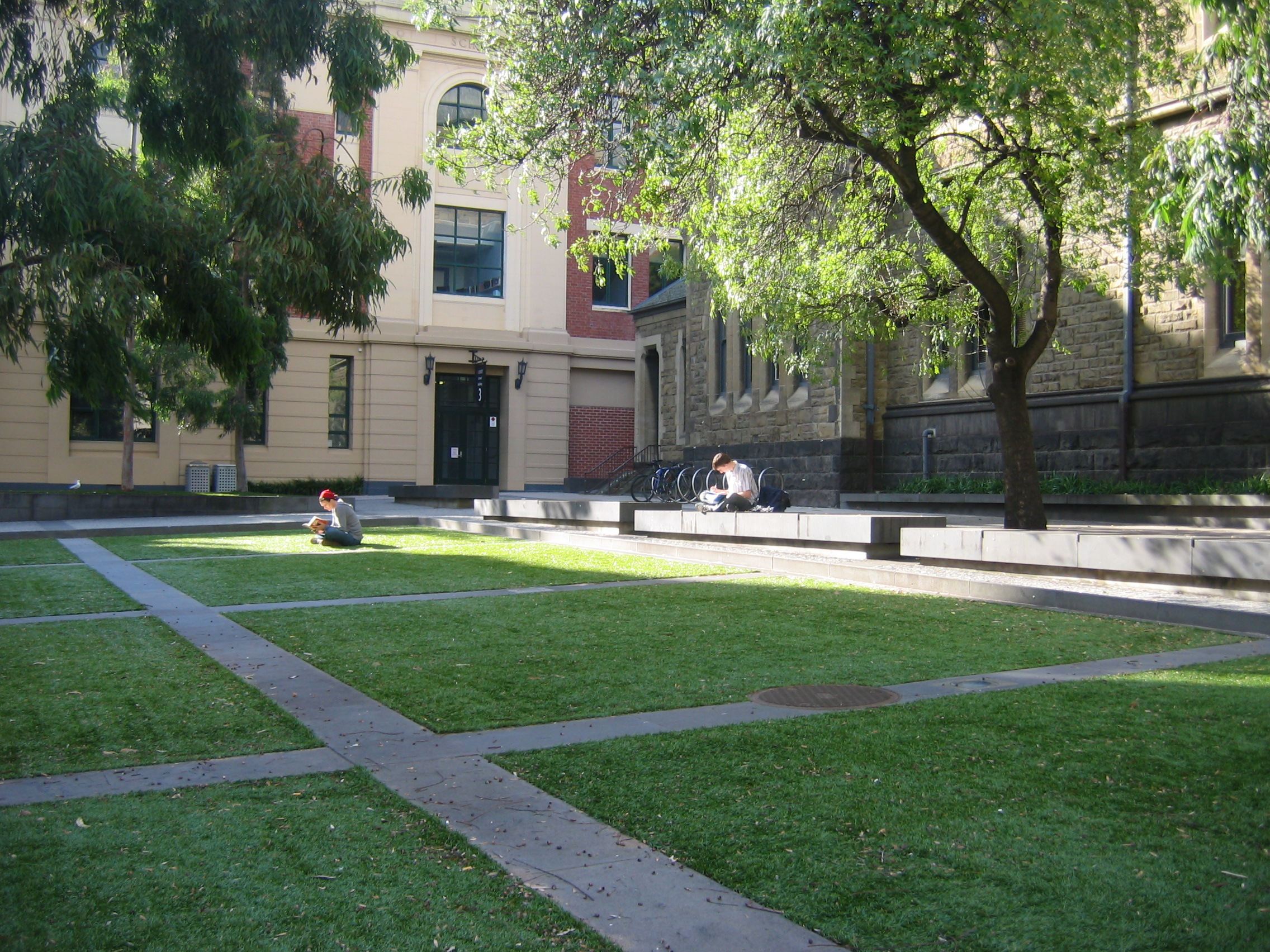
Tòa nhà của trường Kĩ thuật Kernot cũ

| - Trường Kế toán và Luật RMIT - Trường Công nghệ thông tin kinh doanh và Hậu cần RMIT - Trường Nghề Kinh doanh RMIT (TAFE) - Trường Kinh tế học, Tài chính và Marketing RMIT - Trường Quản lý RMIT - Trường Kinh doanh và Luật Sau đại học RMIT                                                              | - Trường Kĩ thuật Hàng không, Cơ khí và Chế tạo máy RMIT - Trường Khoa học ứng dụng RMIT - Trường Kĩ thuật Dân sự, Môi trường và Hóa học RMIT - Trường Khoa học máy tính và Công nghệ thông tin RMIT - Trường Kĩ thuật Điện và Máy tính RMIT - Trường Nghề Kĩ thuật RMIT (TAFE) - Trường Khoa học Sức khỏe RMIT - Trường Khoa học Đời sống và Vật lý RMIT - Trường Toán học và Khoa học vũ trụ RMIT - Trường Y học RMIT |
| Trường Đại học Thiết kế và Xã hội | Nghiên cứu và Đổi mới |
| - Trường Kiến trúc và Thiết kế RMIT - Trường Nghệ thuật RMIT - Trường Nghề Thiết kế RMIT (TAFE) - Trường Giáo dục RMIT - Trường Thiết kế thời trang RMIT - Trường Nghiên cứu Quốc tế, Thành thị và Xã hội RMIT - Trường Truyền thông và Giao tiếp RMIT - Trường Bất động sản, Xây dựng và Quản lý dự án RMIT | - Viện Nghiên cứu Thiết kế RMIT - Viện Nghiên cứu Các thành phố quốc tế RMIT - Viện Nghiên cứu Sáng tạo trong y học RMIT - Viện Nghiên cứu Công nghệ nền tảng RMIT - Trường Nghiên cứu sau đại học RMIT |

## Khuôn viên và phân hiệu

### Châu Á

#### Thành phố Hồ Chí Minh
Năm 1998, RMIT được Chính phủ Việt Nam mời về thiết lập một đại học 100% vốn nước ngoài. Năm 2000, RMIT được Bộ Kế hoạch và Đầu tư cấp giấy phép hoạt động giáo dục, đào tạo và nghiên cứu bậc đại học và sau đại học.
Đại học RMIT Việt Nam được chính thức thành lập vào năm 2001 và bắt đầu cung cấp chương trình giảng dạy tại khuôn viên ở Thành phố Hồ Chí Minh.

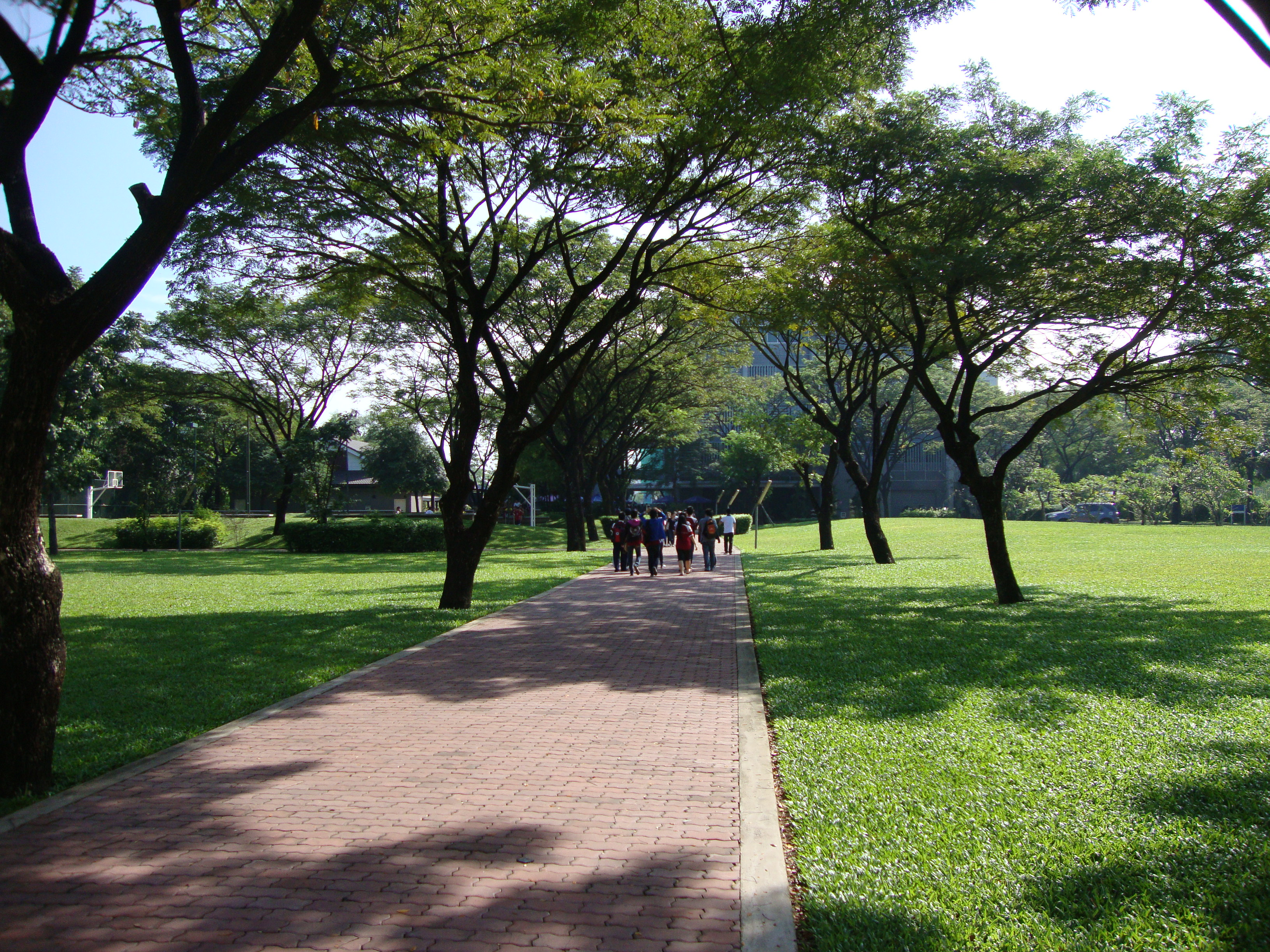
Khuôn viên RMIT Việt Nam

Từ khi thành lập tới năm 2011, đại học RMIT Việt Nam đã cấp hơn 594 học bổng cho học sinh trên cả nước.
Đại học RMIT Việt Nam nhận 6 Giải Rồng vàng cho chất lượng giáo dục xuất sắc của Bộ Thương mại Việt Nam kể từ năm 2003. Trường cũng nhận giải thưởng của Phòng Thương mại Úc cho "sự sáng tạo và công tác xã hội" và đón Giấy Chứng nhận từ Hội đồng nhân dân Thành phố Hồ Chí Minh.
Năm 2008, Đại học Quốc tế RMIT được trao bằng khen của Thủ tướng Việt Nam Nguyễn Tấn Dũng cho "thành tựu giáo dục đóng góp vào công cuộc phát triển kinh tế và xã hội của Việt Nam".

#### Hà Nội
Năm 2004, trường thành lập khuôn viên thứ hai ở Hà Nội.

## Cựu sinh viên nổi bật
Năm 2011, trong một cuộc khảo sát với trên 5000 nhà tuyển dụng, QS World University Rankings xếp RMIT ở hạng 51 trên thế giới cho khả năng tìm kiếm việc làm của sinh viên ra trường. Trường có một cộng đồng cựu sinh viên vào khoảng 280,000 người ở 130 quốc gia.

Một số nhân vật đáng chú ý
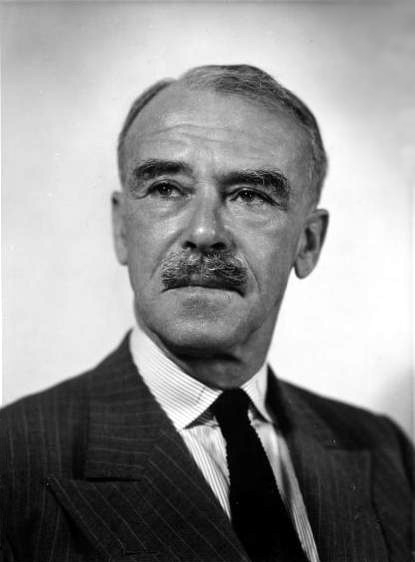
Richard Casey, Tổng Toàn quyền Úc vào thế kỷ XVI
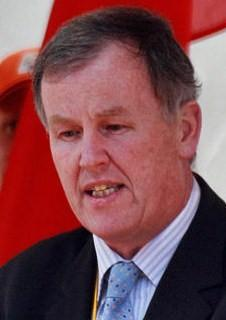
Rob Hulls, Tổng Chưởng lý Úc (Luật)
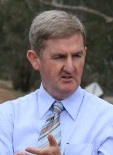
Peter Ryan, Phó Thống đốc bang Victoria (Luật)
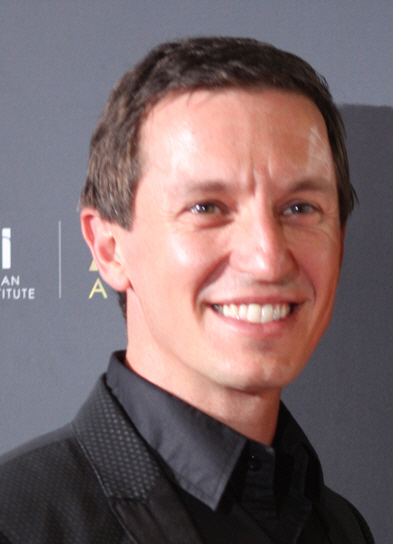
Rove McManus, diễn viên hài và người dẫn chương trình truyền hình (RMITV)
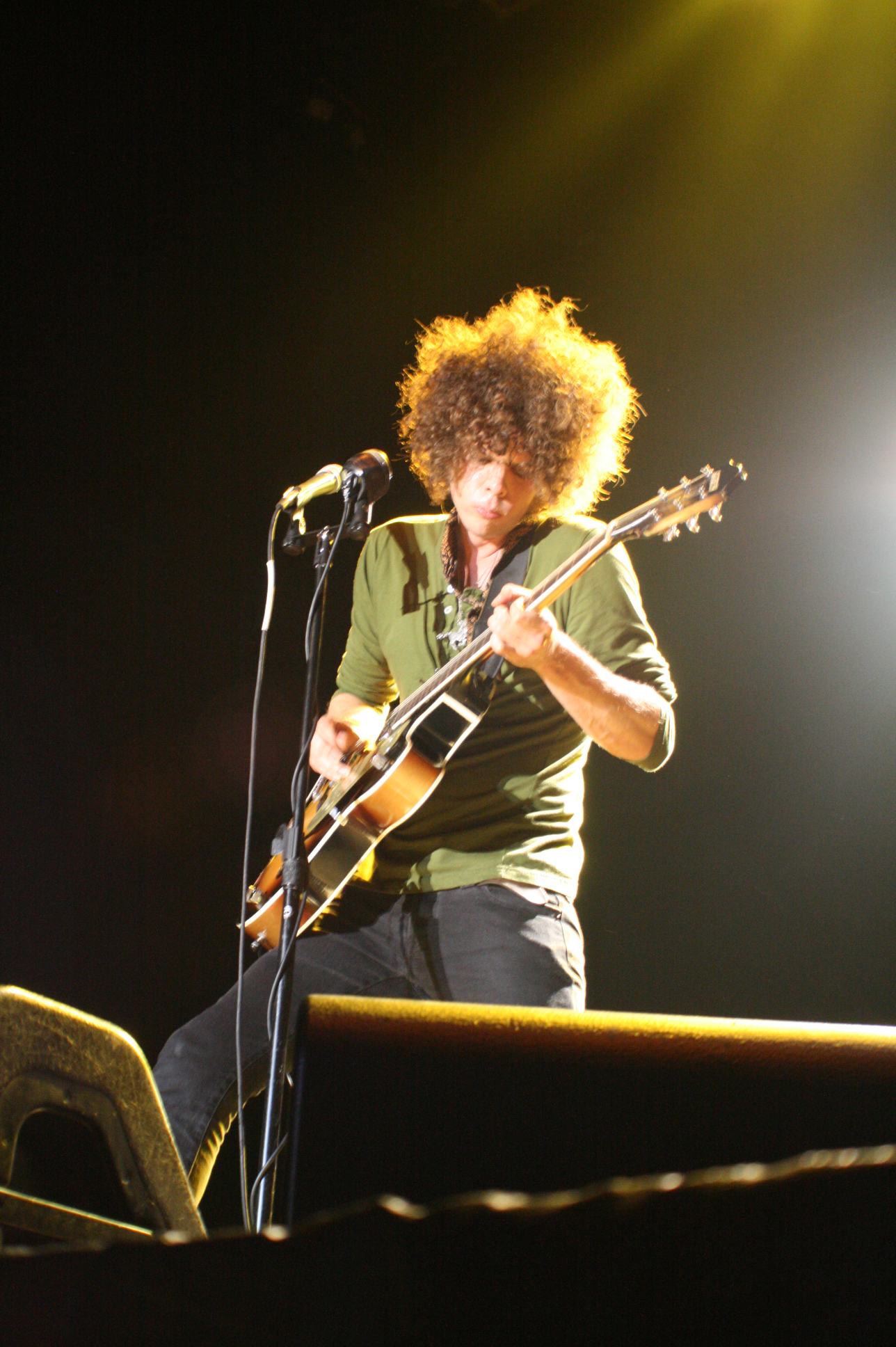
Andrew Stockdale, ca sĩ chính và nhạc công guitar của Wolfmother (Nghệ thuật)
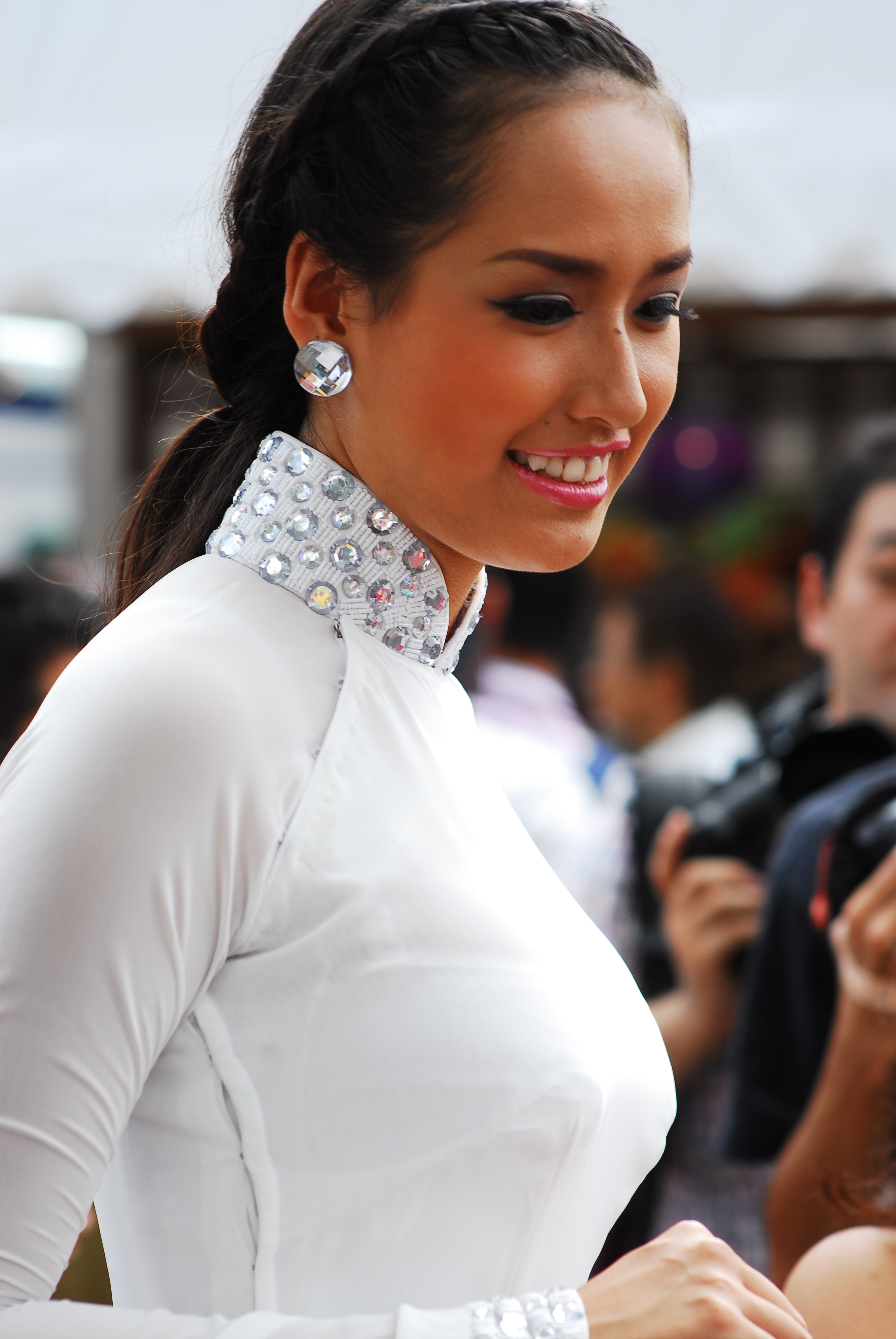
Mai Phương Thúy, Hoa hậu Việt Nam năm 2006 (Kinh doanh)
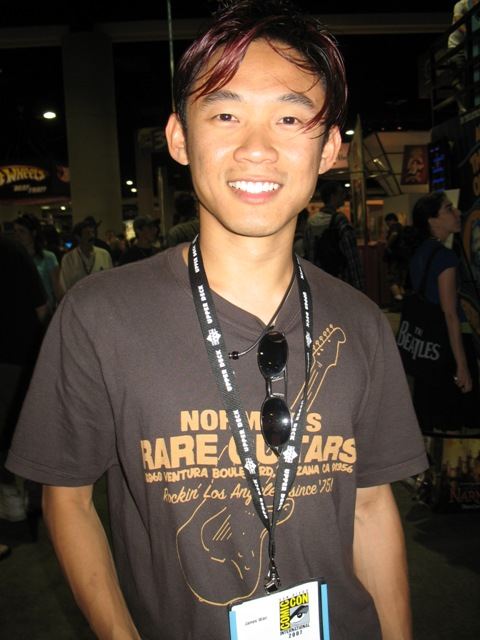
James Wan, đạo diễn và nhà biên kịch (Nghệ thuật)
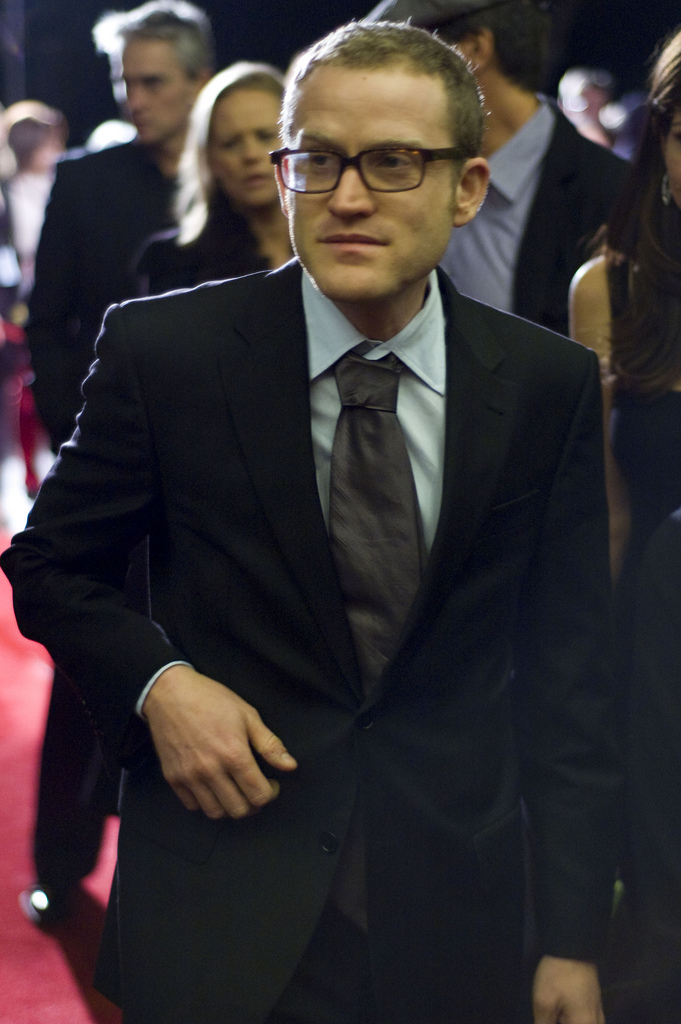
John Safran, nhà sản xuất phim tài liệu (Nghệ thuật)
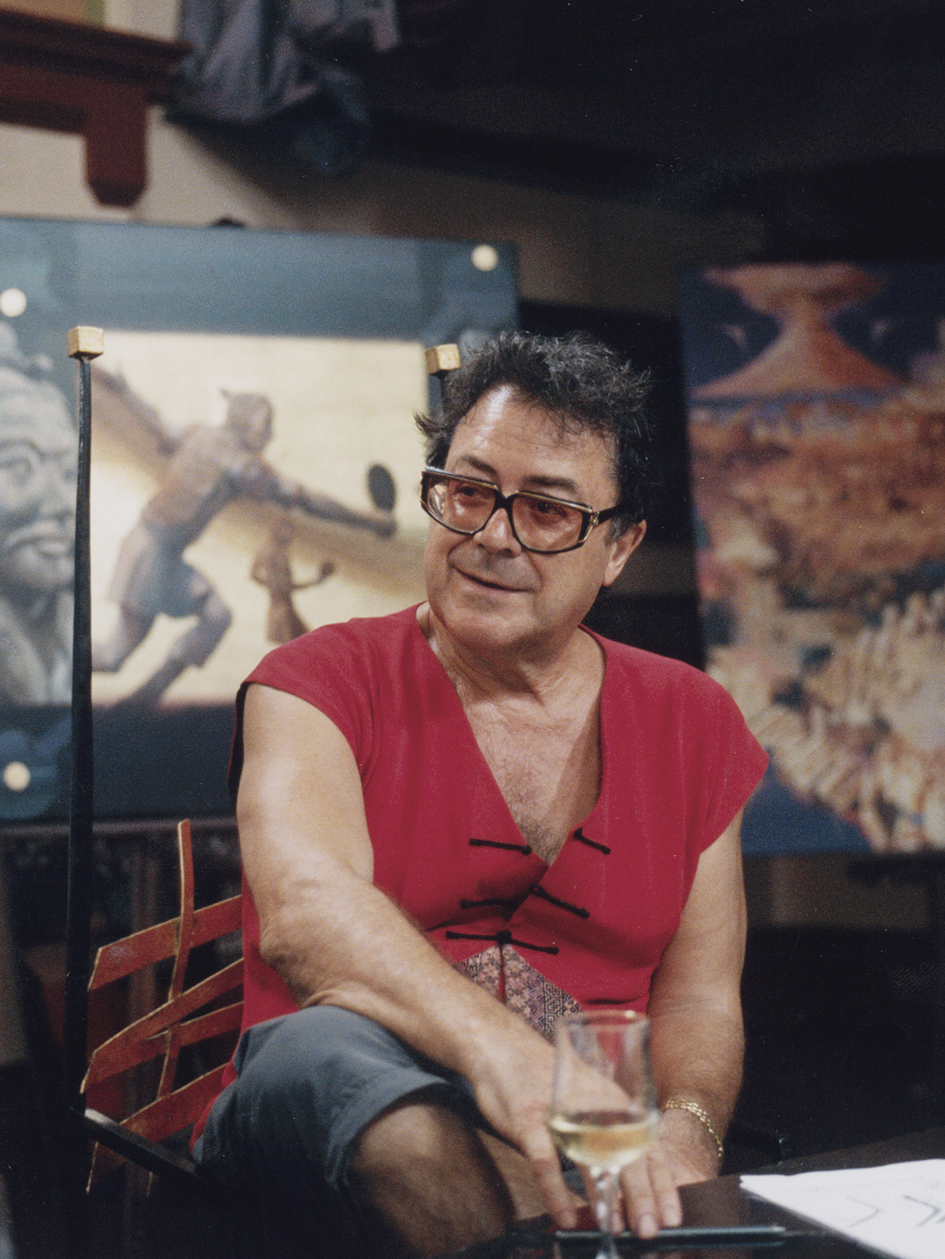
Charles Billich, họa sĩ (Nghệ thuật)
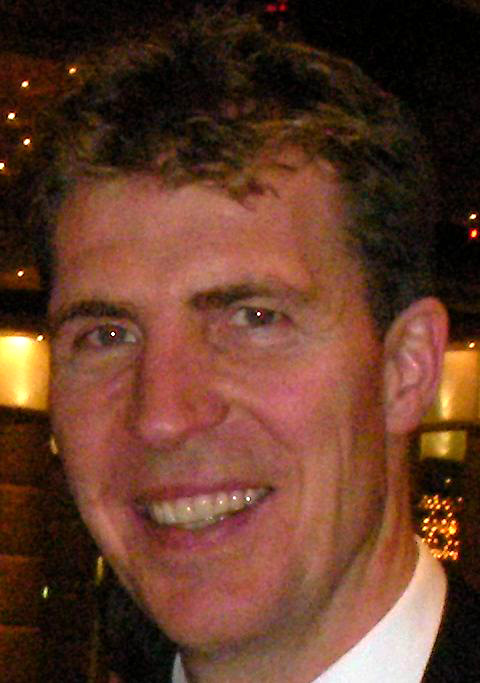
Jim Stynes, cầu thủ bóng đá luật Úc và nhà hoạt động tình nguyện (Khoa học xã hội)
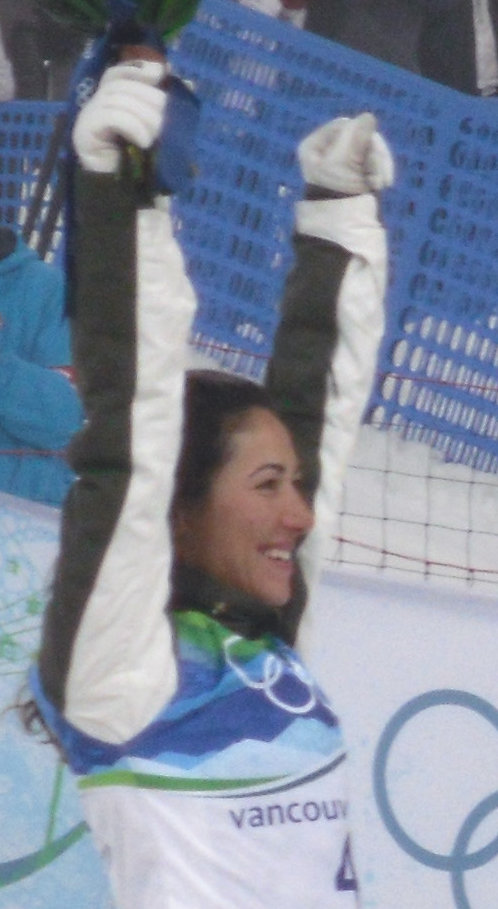
Lydia Lassila, vận động viên trượt tuyết, huy chương vàng Olympic Mùa đông (Khoa học ứng dụng)
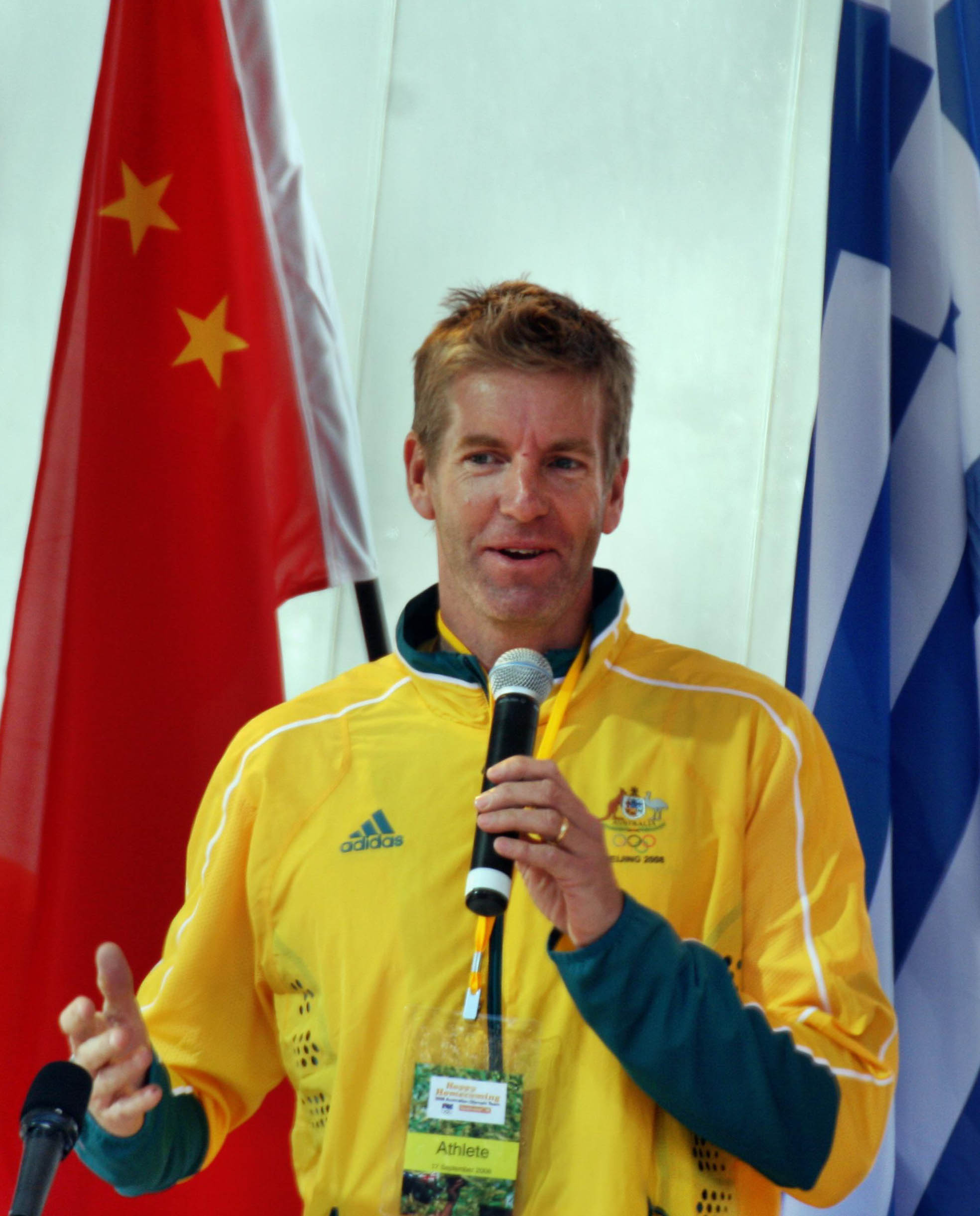
James Tomkins, ba lần đoạt huy chương vàng Olympic (Kinh doanh)